# Cateristis eustyla
Cateristis eustyla är en fjärilsart som beskrevs av Edward Meyrick 1889.
Cateristis eustyla ingår i släktet Cateristis och familjen rullvingemalar. Inga underarter finns listade i Catalogue of Life.